# Lock Haven
Lock Haven és una població dels Estats Units a l'estat de Pennsilvània. Segons el cens del 2000 tenia 9.149 habitants.

## Demografia
Segons el cens del 2000, Lock Haven tenia 9.149 habitants, 3.306 habitatges, i 1.659 famílies. La densitat de població era de 1.407,4 habitants/km².
Dels 3.306 habitatges en un 24,3% hi vivien nens de menys de 18 anys, en un 32% hi vivien parelles casades, en un 14,3% dones solteres, i en un 49,8% no eren unitats familiars. En el 37,6% dels habitatges hi vivien persones soles el 17,1% de les quals corresponia a persones de 65 anys o més que vivien soles. El nombre mitjà de persones vivint en cada habitatge era de 2,21 i el nombre mitjà de persones que vivien en cada família era de 2,86.
Per edats la població es repartia de la següent manera: un 16,7% tenia menys de 18 anys, un 33,2% entre 18 i 24, un 20,3% entre 25 i 44, un 14,4% de 45 a 60 i un 15,4% 65 anys o més.
L'edat mediana era de 25 anys. Per cada 100 dones de 18 o més anys hi havia 78,5 homes.
La renda mediana per habitatge era de 20.731 $ i la renda mediana per família de 28.619 $. Els homes tenien una renda mediana de 27.310 $ mentre que les dones 18.463 $. La renda per capita de la població era d'11.948 $. Entorn del 18,6% de les famílies i el 30,2% de la població estaven per davall del llindar de pobresa.

## Poblacions més properes
El següent diagrama mostra les poblacions més properes.